# Amable-Paul Coutan

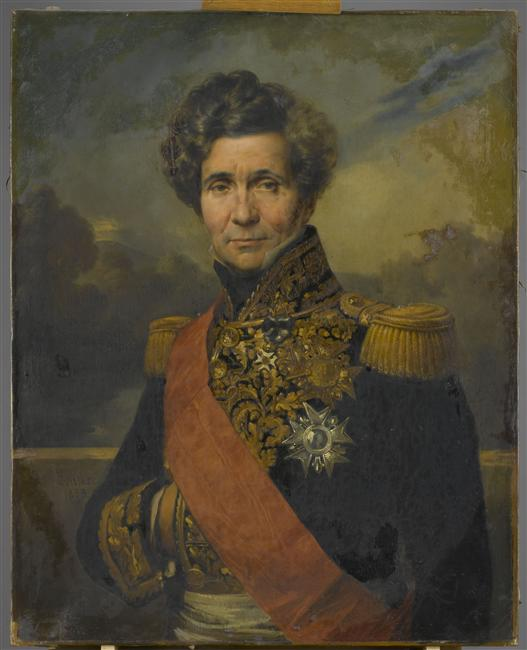
Retrato de Louis-François Coutard

Amable-Paul Coutan (Paris, 13 de dezembro de 1792 - Paris, 28 de março de 1837) foi um pintor histórico francês. 

## Biografia
Amable-Paul Coutan nasceu em Paris, em 13 de dezembro de 1792. Ele estudou com Gros e obtém da Academia uma pensão que lhe permite mais tarde se aperfeiçoar em Roma. Em seu retorno ao seu país natal, ele produziu obras, representando principalmente temas clássicos e mitológicos, que atingiram preços consideráveis. Ele também participou do trabalho de decoração com assuntos religiosos na igreja de Notre-Dame-de-Lorette. Ele morreu em Paris em 28 de março de 1837.